# 琳达·格伦
琳达·格伦（瑞典語：Linda Gren，1974年11月12日—），瑞典女子足球运动员，场上位置是中场。她曾代表瑞典国家队参加1999年国际足联女子世界杯，结果队伍获得第六名。